# Стефану, Стефанос
Стефанос Стефану (греч. Στέφανος Στεφάνου, р. 21 января 1965 года, Еролакос, Кипр) — кипрский коммунистический политик, генеральный секретарь Прогрессивной партии трудового народа Кипра (АКЭЛ) с 2021 года. Член Палаты представителей Кипра от Никосии с 2016 года.
Учился в Академии общественных и политических наук в болгарской Софие. В 1996—2001 годах был генеральным секретарём Единой демократической организации молодёжи (ЭДОН). В 1995 году вошёл в ЦК АКЭЛ. В 2001—2008 годах был спецсоветником председателя Палаты представителей Димитриса Христофиаса, а после избрания того президентом был пресс-секретарём правительства в 2008—2013 годах.